# Pilar Unzalu
María del Pilar Unzalu Pérez de Eulate (Iturrieta, 24 de junio de 1957 - Vitoria, 13 de febrero de 2021) fue una política española del PSE-EE que ejerció cargos políticos en diversas instituciones de ámbito local, autonómico y nacional. Entre 2009 y 2012 fue Consejera de Medio Ambiente, Planificación Territorial, Agricultura y Pesca del Gobierno Vasco presidido por Patxi López.

## Biografía
Licenciada en Derecho por la Universidad Complutense de Madrid, en 1986 obtuvo plaza de funcionaria por oposición en la Diputación Foral de Álava. Entre los años 1985 y 1989 ejerció como profesora de Ética y Legislación en la Escuela Universitaria de Enfermería de Vitoria.
Militante del Partido Socialista de Euskadi-Euskadiko Ezkerra (PSE-EE), a lo largo de su trayectoria política ejerció diversos puestos en órganos internos de su partido, formando parte de la Comisión Ejecutiva y del Comité Provincial de Álava, y también del Comité Nacional de Euskadi.
En 1995 ocupó su primer cargo público al ser nombrada Directora de Urbanismo, Arquitectura y Medio Ambiente de la Diputación Foral de Álava en el gobierno foral bicolor de PNV y PSE-EE, puesto que desempeñó hasta 1997.
En 1999 fue elegida Procuradora en las Juntas Generales de Álava y en marzo de 2000 pasó a ocupar el escaño del Parlamento Vasco vacante tras el asesinato de Fernando Buesa.
En 2004 dejó el Parlamento Vasco al resultar elegida diputada por Álava para el Congreso de los Diputados, donde permaneció hasta 2009. Durante este periodo fue también integrante de la delegación española en la Asamblea Parlamentaria de la OTAN.
Tras las elecciones autonómicas vascas de marzo de 2009, fue nombrada Consejera de Medio Ambiente, Planificación Territorial, Agricultura y Pesca del Gobierno Vasco presidido por el lehendakari Patxi López, puesto que ocupó hasta el final de la legislatura en diciembre de 2012.
Unzalu murió el 14 de febrero de 2021 a los 63 años.